# Sorbus eugenii-kelleri
Sorbus eugenii-kelleri är en rosväxtart som beskrevs av Karpati. Sorbus eugenii-kelleri ingår i släktet oxlar, och familjen rosväxter. Inga underarter finns listade i Catalogue of Life.